# Martha Bachem
Martha Bachem (* 8. Juni 1924 in Wien als Martha Musilek; † 29. Mai 2015) war eine deutsch-österreichische Eiskunstläuferin.

## Leben
Bei den Eiskunstlauf-Europameisterschaften 1939 in Davos erreichte sie den neunten Platz. Bei den Eiskunstlauf-Weltmeisterschaften im gleichen Jahr ging sie, anstatt für Österreich wie bei den Europameisterschaften, für das Deutsche Reich an den Start und erreichte den siebten Platz. Während des Zweiten Weltkrieges wurde sie von Karl Schäfer in Österreich trainiert. Sie nahm mehrfach an den Deutschen Eiskunstlauf-Meisterschaften teil. 1939 in Krefeld, sowie 1940 in München wurde sie hierbei jeweils Dritte. 1941 erzielte sie den zweiten Platz hinter Hanne Niernberger. Bei den Meisterschaften 1942 in Wien, 1943 in Hamburg und 1944 in München wurde sie jeweils deutsche Meisterin. Ende September/Anfang Oktober 1944 heiratete sie Hans Erich Bachem (1920–1993) und lebte danach mit diesem und der gemeinsamen Tochter in Köln. An den Deutschen Eiskunstlauf-Meisterschaften 1947 in Garmisch nahm sie nicht teil.
Nachdem Deutschland bei den Olympischen Winterspielen 1948 in St. Moritz nicht zugelassen war, entschied sich Bachem, die durch ihre Heirat und den vormaligen Anschlusses Österreichs die deutsche Staatsbürgerschaft besaß, ihre ursprüngliche österreichische Staatsbürgerschaft bei der österreichischen Repatriierungskommission in München wieder zu beantragen. Da dies für alle Frauen, in deren Heimatschein Österreich als Geburtsort angegeben war, und die ohne ihren „reichsdeutschen“ Ehemann heimzukehren wünschten, möglich war, konnte sie mit ihrer Tochter nach Österreich einreisen und war bis zu der endgültigen Entscheidung über ihren Antrag einem österreichischen Staatsbürger gleichgestellt. Im Zuge dessen ließ das österreichische NOK sie zu den Olympischen Winterspielen zu und Bachem trat im Eiskunstlauf an und erreichte den neunten Platz. Anschließend trat sie für Österreich bei den Eiskunstlauf-Weltmeisterschaften 1948 in Davos, wo sie den siebten Platz erreichte, sowie bei den Eiskunstlauf-Europameisterschaften 1948 in Prag, wo sie den elften Platz erreichte, an. Da Bachem keinerlei Interesse hatte sich von ihrem Ehemann scheiden zu lassen, und so die österreichische Staatsbürgerschaft nicht erhielt, wurde sie zusammen mit ihrer Tochter auf die Liste der Auszuweisenden gesetzt, und kehrte nach Deutschland zurück.
1957 brachte sie ihre zweite Tochter zur Welt.